# Атмосфера на Меркурий
| Атмосферата на Меркурий |       |
| Калий                   | 31,7% |
| Натрий                  | 24,9% |
| Атомен Кислород         | 9,5%  |
| Аргон                   | 7,0%  |
| Хелий                   | 5,9%  |
| Молекулен Кислород      | 5,6%  |
| Азот                    | 5,2%  |
| Въглероден диоксид      | 3,6%  |
| Вода                    | 3,4%  |
| Водород                 | 3,2%  |

Първичната атмосфера на Меркурий се разпръсква малко след формирането на планетата, както поради малката гравитация и виската температура на повърхността, така и заради ефектите оказани от слънчевия вятър. В наши дни има следи от много разредена атмосфера съдържаща водород, хелий, кислород, натрий, калций и калий с атмосферно налягане от 10-15 бара (което се счита за незначително).

## Атмосферен състав
Тази атмосфера не е стабилна, атомите се разпръскват и заменят с други от различни източници. Водородните и хелиевите атоми вероятно идват от слънчевия вятър, разпръснати в магнитосферата на Меркурий преди да успеят да излязат в космоса. Радиоактивно разпадане на елементи в кората на Меркурий е друг източник на хелий, натрий и калий. Водните пари са донесени на планетата от комети сблъскващи се с повърхостта.

## Температура
Температурните колебания на тела без атмосфера (или на такива с минимална подобно на Меркурий) са ясно изразени. За пример през деня темпераратурата на повърхността достига до 420 °C, а през нощта пада до -180 °C. Най-вероятно тези топлинни промени се довели до отличителната повърхност на планетата.